# Pàpules perlades

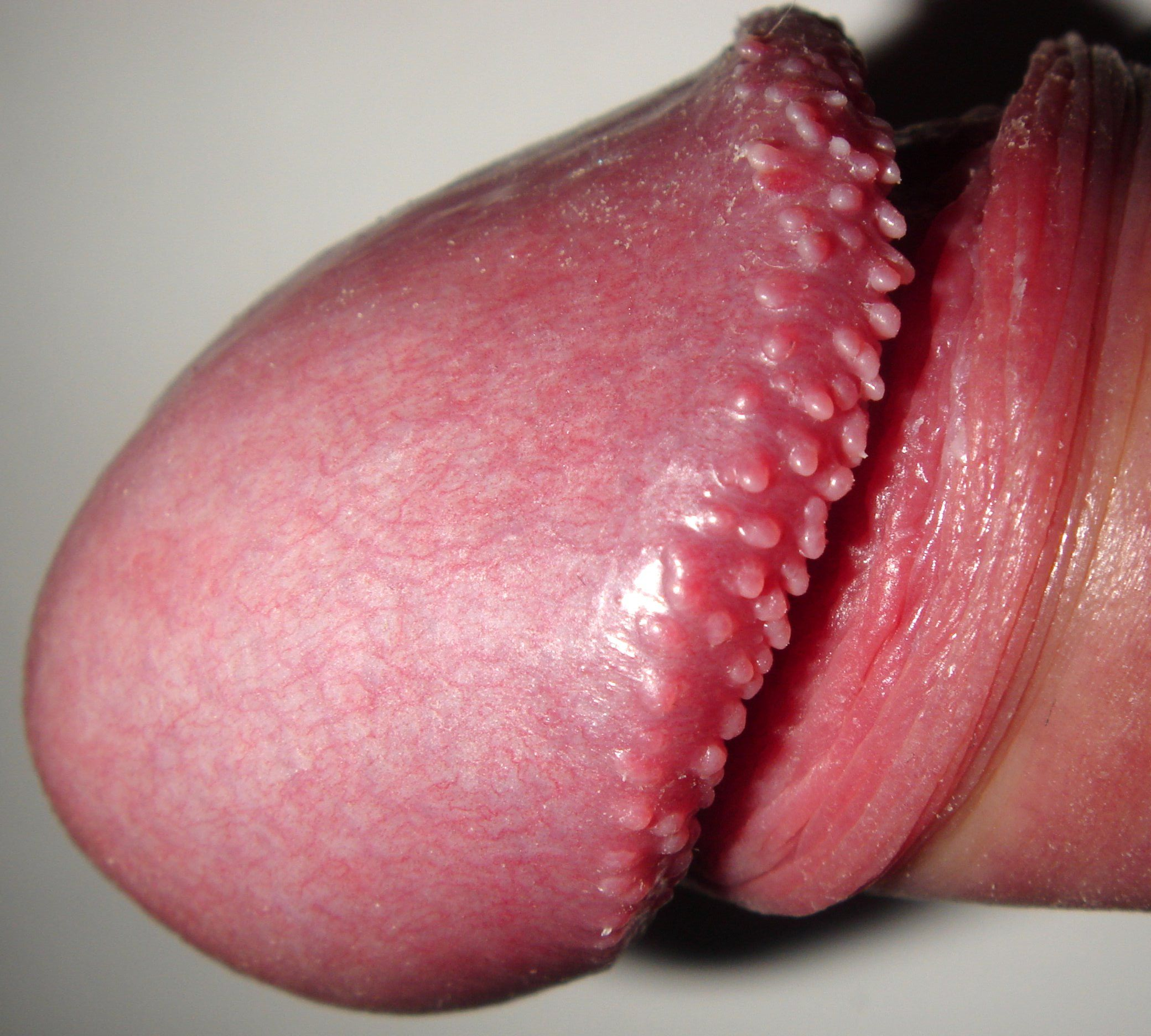
Gland amb Hirsuties papillaris penis.

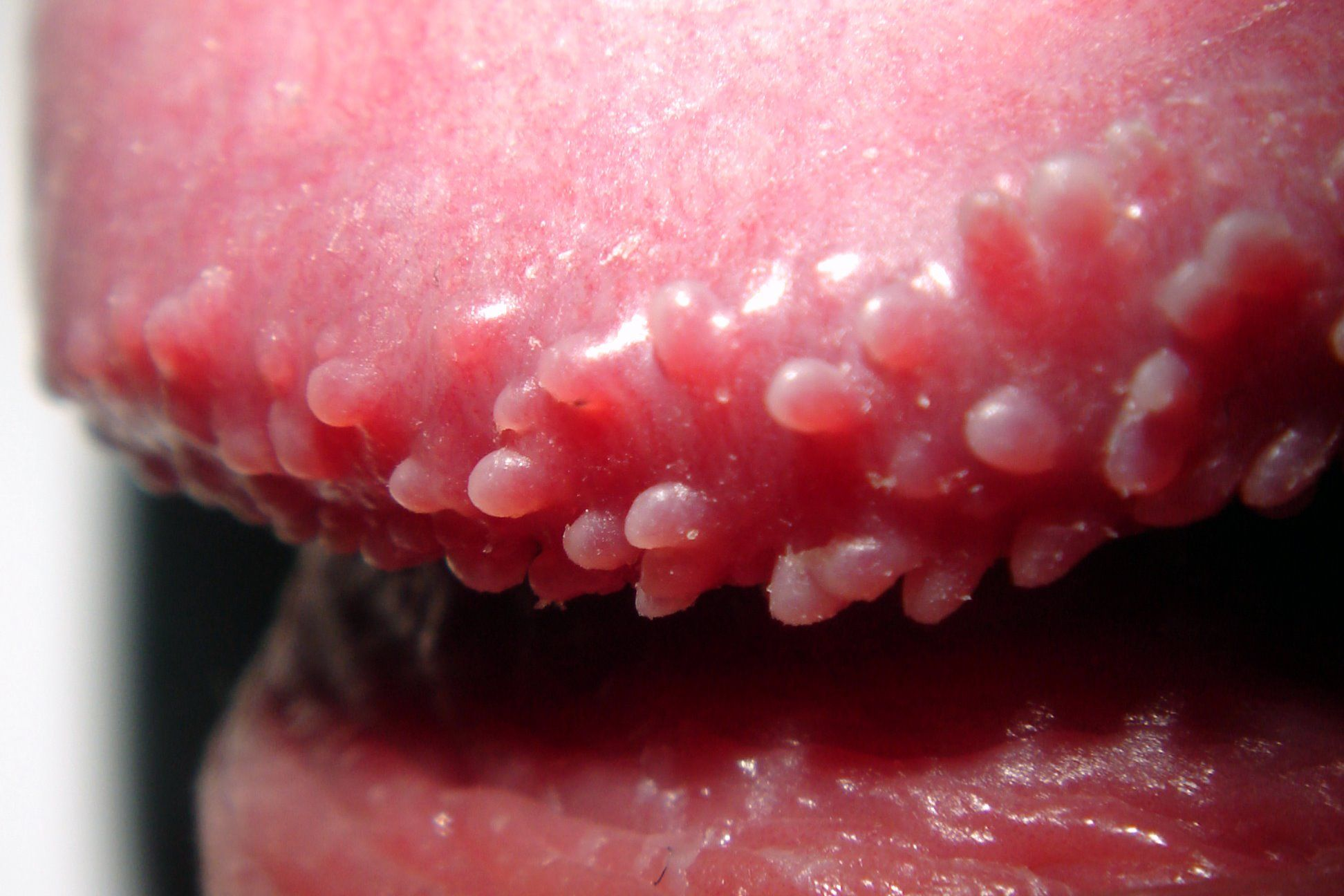
Gland amplificat, Hirsuties papillaris Coronae.

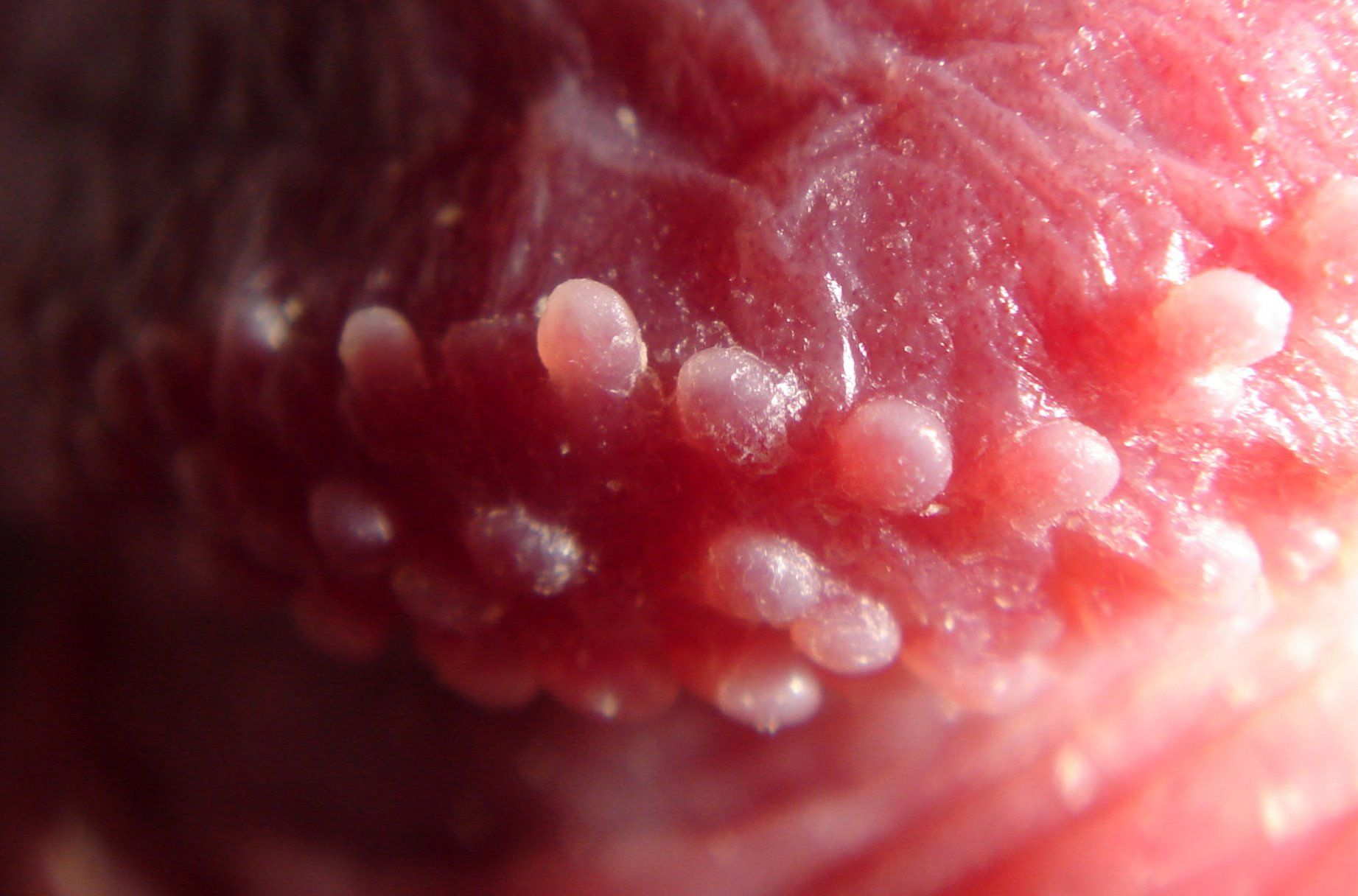
Hirsuties papillaris Coronae, glandr macro.

Hirsuties papillaris genitalis  (comunament conegudes com a  pàpules perlades) és una condició dermatològica que es manifesta sovint en els homes. És un fenomen fisiològic inofensiu, sense cap potencial maligne. Apareixen en files de petites protuberàncies de color carn en la corona del gland del penis (a la base del gland). És poc freqüent que es manifestin en tot el gland. No és una malaltia de transmissió sexual i la seva aparició no es relaciona amb l'activitat sexual o la higiene personal. Recents investigacions han mostrat que és de tipus hereditari. Les protuberàncies són molt sensitives, el que pot arribar a causar molèstia.
Des de 1998, diversos estudis mèdics han estimat que aquesta condició es dona entre el 8% i el 48% dels homes, encara que alguns d'ells apunten que una major incidència en homes joves i en aquells que no han estat circumcidats. Les lesions típiques no es relacionen amb aquest fenomen. Aquestes pàpules persisteixen durant tota la vida, disminuint la seva visibilitat a mesura que avança l'edat.
Una condició similar ocorre en les dones, que pot ser malinterpretada com el virus del papil·loma humà; tampoc és una malaltia de transmissió sexual.

## Tractament
No necessiten tractament. Per a la seva eliminació (per raons merament estètiques) cal cremar-les. Hi ha diferents mètodes com el làser CO2, la radiofreqüència, la crioteràpia (utilització de nitrogen líquid), o la criocirurgia i electrofulguració.